# Gorzelnia (Dobruchna)
Gorzelnia – część wsi Dobruchna w Polsce, położona w województwie świętokrzyskim, w powiecie ostrowieckim, w gminie Waśniów
W latach 1975–1998 Gorzelnia administracyjnie należała do województwa kieleckiego.